# Strobilanthes dupeni
Strobilanthes dupeni är en akantusväxtart som beskrevs av Richard Henry Beddome och C. B. Cl.. Strobilanthes dupeni ingår i släktet Strobilanthes och familjen akantusväxter. Inga underarter finns listade i Catalogue of Life.